# 盖山竹榄站
盖山竹榄站（福州話：/kai˥˥ laŋ˥˥ tyʔ˨˦ laŋ˧˧/）位于中华人民共和国福建省福州市仓山区望峰路东南侧空地，是福州地铁5号线的地铁车站，于2022年4月29日启用。

## 站名来源
站名来自附近的村落，竹榄村。为避免与仓山区上渡街道竹榄重名，因此站名增加所在地“盖山”二字以示区别。

## 车站结构
盖山竹榄站位于望峰路东南侧空地下方，呈东南至西北向布置；总长度206.5米，标准段宽19.7米，站台宽度11米，标准段基坑开挖深度约17.06米。
| 地面层   | 出入口                               |  | 出入口                       |
| 地下一层 | 站厅                                 |  | 票务服务、自动售票机         |
| 地下二层 | 1                                    |  | 5号线 往荆溪厚屿（吴山）     |
| 地下二层 | 岛式站台，列车运行方向左侧的车门开启 |  |                              |
| 地下二层 | 2                                    |  | 5号线 往福州火车南站（义序） |

### 出入口与周边
盖山竹榄站目前开放3个出入口，其中无障碍电梯位于C出入口，卫生间位于B出入口。
| 盖山竹榄站出入口信息        | 盖山竹榄站出入口信息 | 盖山竹榄站出入口信息 | 盖山竹榄站出入口信息 |
| --------------------------- | -------------------- | -------------------- | -------------------- |
|                             |                      |                      |                      |
| 编号                        | 设施                 | 位置                 | 接驳交通             |
| 出口 · A                    |                      | 车站东北口           |                      |
| 出口 · B                    |                      | 车站西北口           | 盖山竹榄地铁站       |
| 出口 · C                    |                      | 车站西南口           | 盖山竹榄地铁站       |
| 注： 设有电梯 \| 设有卫生间 |                      |                      |                      |

## 历史
- 2016年7月20日，于福州市轨道交通5号线一期工程环境影响评价第一次公示中提及设置当埔路站。[3][4]
- 2019年9月10日，盖山竹榄站主体结构封顶。[2]
- 2022年4月24日，盖山竹榄站开放为期三天的免费试乘。[5]
- 2022年4月29日，盖山竹榄站启用。[1]